# العنف على المرأة (دورية)
العنف على المرأة هي دورية أكاديمية مراجعة النظراء التي تنشر الأبحاث في مجال دراسات النسائية. رئيس تحرير الدورية هي كلير م. رنتزيتي (جامعة كنتاكي). أنشئت سيدج للنشر الدورية في عام 1995، وتغطي الدورية مواضيع مثل العنف المنزلي، والاعتداء الجنسي، وزنا المحارم.

## تلخيص وفهرسة
تم تلخيص وفهرسة دورية العنف على المرأة في سكوبوس وفهرس اقتباسات العلوم الاجتماعية. ووفقًا لتقرير فهرس الدورية، حصلت الدورية على المركز التاسع في عامل التأثير لعام 2017 من بين 42 دورية في مجموعة «دراسات النسائية».